# Franz Klammer
Franz Klammer, född 3 december 1953 i Mooswald, Österrike,  österrikisk skidåkare.
Klammer dominerade totalt störtloppsgrenen under en stor del av 1970-talet. Olympisk guldmedalj i Innsbruck 1976.
Klammers världscupsdebut skedde vid 19 års ålder 1972. Klammer som var specialist på störtlopp lyckades aldrig vinna den totala världscupen - mycket på grund av konkurrensen från Ingemar Stenmark - men han vann störtloppscupen fem gånger (1975, 1976, 1977, 1978 och 1983). 1975 vann han 8 av de 9 störtloppen i världscupen.
Klammer, som åkte sin sista olympiska tävling i Sarajevo 1984, var mycket populär, och fick många smeknamn, bland andra "Kaiser Franz". Sin sista tävling åkte han 1985, och hade när han drog sig tillbaka vunnit 25 störtlopp i alpina världscupen.